# بیان ذهنی

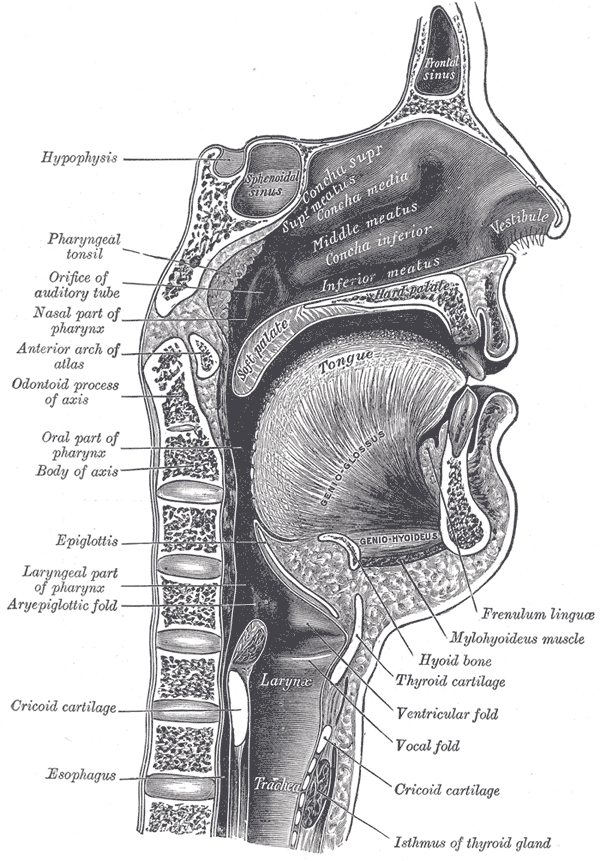
دهان ساژیتال.

بیان ذهنی یا اقناع شنوایی، نوع خاصی از گفتار درونی است که اغلب هنگام مطالعه ایجاد می‌شود. در واقع بیشتر خوانندگان هنگام مطالعه، صدای کلمات را در ذهنشان تکرار می‌کنند. این فرایند طبیعی به مغز کمک می‌کند تا به معنای محتوای خوانده شده دسترسی پیدا کند و آن را بهتر درک کرده و به خاطر بسپرد. با این حال طرفداران تندخوانی عموماً معتقدند که این فرایند، سرعت خواندن را پایین می‌آورد.